# Loudun
Loudun là một xã, tọa lạc ở tỉnh Vienne trong vùng Nouvelle-Aquitaine, Pháp. Xã này có diện tích kilômét vuông, dân số năm 2006 là người. Xã nằm ở khu vực có độ cao trung bình m trên mực nước biển. Dân địa phương danh xưng tiếng Pháp là Loudunaises et les Loudunais. Cự ly so với các đơn vị khác gồm: Moncontour 20 km, Thouars 25 km, Mirebeau 25 km, Montreuil-Bellay 25 km, Chinon 25 km, Saumur 40 km, Châtellerault 45 km, Bressuire 50 km, Poitiers 55 km, Tours 60 km.

## Biến động dân số
| Năm | 1962 | 1968 | 1975 | 1982 | 1990 | 1999 | 2006 |
| --- | ---- | ---- | ---- | ---- | ---- | ---- | ---- |
| Dân số | 6214 | 7094 | 8035 | 8120 | 7854 | 7704 | 7255 |
| From the year 1962 on: No double counting—residents of multiple communes (e.g. students and military personnel) are counted only once. |      |      |      |      |      |      |      |